# 雷塔诺
雷塔诺（義大利語：Reitano），是意大利西西里大区墨西拿廣域市的一个市镇。总面积13平方公里，人口884人，人口密度68.0人/平方公里（2009年）。ISTAT代码为083070。